# يونغ جيزي
جاي واين جينكنس (بالإنجليزية: Jay wayne Jenkins)‏ وإسمه الفني يونغ جيزي (بالإنجليزية: Young Jeezy)‏ ويسمى اختصارا بجيزي وهو مغني هيب هوب ولد في يوم 28 سبتمبر 1977 في مدينة كولومبيا، كارولاينا الجنوبية في الولايات المتحدة,يسجل أغانية في أتالانتا في جورجيا وهو واحد من أفضل مغني الهيب الهوب الجنوبي وقد كان عضو في فرقة بويز إن دا هود وألتي تورطت مع المافيا في تهريب المخدرات غنى مع إيكون وريانا وأشر.

## روابط خارجية
- يونغ جيزي على موقع IMDb (الإنجليزية)
- يونغ جيزي على موقع ميوزك برينز (الإنجليزية)
- يونغ جيزي على موقع رولينغ ستون (الإنجليزية)
- يونغ جيزي على موقع إن إن دي بي (الإنجليزية)
- يونغ جيزي على موقع أول ميوزيك (الإنجليزية)
- يونغ جيزي على موقع أول ميوزيك (الإنجليزية)
- يونغ جيزي على موقع ديسكوغز (الإنجليزية)
- يونغ جيزي على موقع ديسكوغز (الإنجليزية)
- يونغ جيزي على موقع قاعدة بيانات الفيلم (الإنجليزية)